# Владимир Симеонов
Владимир Крумов Симеонов (Владо) е български партизанин и офицер, генерал-майор.

## Биография
Владимир Симеонов е роден е на 26 март или 4 май 1920 г. в пернишкото село Кондофрей. Член на РМС от 1937 г. и на БРП (к) от юни 1944 г.
Завършва основно образование в родното си село и прогимназия в село Чуковец. Поради липса на средства баща му го изпраща в София на работа. От 1 септември 1935 г. работи в хлебопекарница като продавач на хляб. Уволнен е в края на 1936 г. поради това, че издава собственика на хлебопекарната, че произвежда с 200 гр. по-лек хляб от 1 kg хляб. След това постъпва на работа във фурна като помощник-майстор. Остава на работа до 1937 г., когато е опериран от херния поради вдигането на тежки чували с брашно. След това до 1940 г. отново работи във фурна.
След една политическа акция е арестуван и интерниран в лагера в Рибарица, Тетевенско, от 3 юли до 3 септември 1940 г. След това се завръща в София, където отново започва работа в хлебопекарница. През януари 1940 или януари 1941 г. е призован да отбие военната си служба като войник в седми дивизионен полк в Самоков, който е дислоциран в Щип. Докато е в казармата завършва кандидат-подофицерска школа, след което е изпратен в Общовойсковия моторен артилерийски полк в Пловдив. Уволнява се на 10 септември 1942 г. До 21 февруари 1943 г. работи като ватман в ДТО. Тогава е арестуван и интерниран в лагера Еникьой. Остава там до 1 октомври 1943 г. След това се завръща в София, където отново става хлебопекар. От 1944 г. се премества в родното си село и работи в село Чуковец, където е евакуирана пекарната. В родното си село създава група на РМС, в която е и бъдещия генерал Борис Тодоров, Йордан Младенов и други. По това време е ятак на партизаните от Дупнишкия партизански отряд. Участва в Съпротивителното движение по време на Втората световна война. От 6 май 1944 г. е партизанин, а няколко дни по-късно на 13 май става командир на чета в новосъздадения Радомирския партизански отряд „Георги Димитров“ (1944). След това е командир на 1-ви батальон от отряда. Командир на батальон в Софийската народоосвободителна дивизия.

## Кариера след 9 септември 1944
На 10 септември 1944 г. заминава за София, където е назначен за командир на охраната на ЦК на БКП и става служител на МВР. На 1 февруари 1945 г. постъпва във Военното училище в София и го завършва през март 1946 г. и му е присвоено звание подпоручик. След това от 18 март 1946 до 31 януари 1949 г. е Околийски началник на МВР в Радомир с чин капитан. През 1947 г. завършва 2-месечен курс за околийски началници на МВР в Държавното училище на Народната милиция в София, а през 1949 г. и тримесечен курс за околийски началници на МВР по въпроси на Държавна сигурност. Между 31 януари 1949 и 16 септември 1950 г. е Началник на околийско управление II ст. в Трън. От 16 септември 1950 до 9 февруари 1951 г. е началник на 2-ро районно управление на МВР в София. В периода 9 февруари 1951 – 3 октомври 1953 г. е началник на Окръжното управление на МВР в Шумен. Свален е от поста поради несправяне със служебната си работа. Между 3 октомври 1953 и 14 август 1956 г. е началник на отдел в Окръжното управление на МВР в Пловдив. На 14 август 1956 г. е назначен за негов заместник-началник по народната милиция. Между септември 1956 и август 1957 г. учи в Специалния факултет на Висшата школа на МВР в СССР. От 17 февруари 1958 г. е заместник-началник на Окръжното управление на МВР във Враца по народната милиция до 10 декември 1958 г. На 11 февруари 1959 е назначен за заместник-началник на Окръжното управление по народната милиция във Видин. От 14 юли 1959 г. е назначен за заместник-началник на Градското управление на МВР в София. Остава на този пост до 9 януари 1963 г.
Между 9 януари 1963 и 26 юли 1965 г. е заместник-началник на управление на МВР в Група за контрол и обобщаване на опита в МВР. От 26 юли 1965 г. до 23 април 1966 г. е заместник-началник на управление и началник на групата за контрол и обобщаване на опита. С указ № 627 от 7 септември 1967 г. на Президиума на Народното събрание е повишен в чин генерал-майор. В периода 23 април 1966 – 14 февруари 1968 е заместник-директор на Дирекция „Народна милиция“ (ДНМ). След това от 14 февруари 1968 г. е началник на Управление „Охранително“ на МВР, като същевременно от 8 юли 1970 г. е заместник-директор на дирекция „Народна милиция“ до 24 март 1972 г. От 24 март 1972 до 29 декември 1973 г. е заместник-директор на ДНМ по неоперативната и охранителната работа. В периода 29 декември 1973 – 3 април 1978 г. е заместник-директор на народната милиция в групата за контрол и помощ на МВР. На 3 април 1978 г. е назначен за заместник-директор на народната милиция към Секретариата на МВР (помощник на министъра в групата помощници и секретари). От 19 октомври 1979 г. е назначен за заместник-началник на управление по Държавна сигурност в Централното информационно-организационно управление на ДС. Със заповед 590 от 13 февруари 1986 г. се уволнява от 1 март 1986 г. Ръководи първото представяне на български музейни съкровища в галерия „Шарпантие“ (Париж).